# Gontran Hamel
Pour les articles homonymes, voir Hamel.
Gontran Georges Henri Hamel (1883-1944) est un phycologue français.

## Biographie
En 1927, il a obtenu son doctorat en sciences naturelles avec une thèse sur les algues rouges des genres Acrochaetium et Rhodochorton. Il est connu pour des recherches effectuées au « Laboratoire de Cryptogamie » du Muséum national d'histoire naturelle à Paris. Il serait mort en tentant d'atteindre Paris à vélo avant que la ville soit libérée en août 1944.
En 1924, avec Pierre Allorge (1891-1944), il est le cofondateur de la Revue algologique. Il contribue également à la collection d’exsiccata « Algues de France ».
En 1942, Frederik Børgesen donne en son honneur aux algues brunes de la famille des Chordariaceae le nom de genre Hamelella,. Par ailleurs, l'espèce d'algue rouge Lithothamnion hamelii est une des nombreuses espèces qui portent son nom.

## Œuvres écrites
- Recherches sur les genres Acrochaetium Naeg. et Rhodochorton Naeg., 1927. (thèse de doctorat)
- Chlorophycées des côtes française, Revue algologique, 1928.
- Floridées de France  Laboratoire de Cryptogamie, (1924–1933).
- Phéophycées de France, 1931–1939[8].
- Corallinacées de France et d'Afrique du Nord avec Paul Lemoine)[9].